# Блатачко језеро
Блатачко језеро је језеро у Федерацији БиХ, у Босни и Херцеговини. Налази се на планини Бјелашница, код села Блаца. Од града Коњица је удаљено око 20 километара. Дужина језера је око 400 метара а ширина око 150 метара. Дубина језера је око 4 метра. Налази се на 1.146 метара надморске висине.